# Белоуская сотня
Белоуская сотня — военно-административная единица, входящая в состав Черниговского полка.

## История
Созданная в составе Черниговского полка в конце 1663 года, в результате административной реформы гетмана Брюховецкого. Все время существования находилась в подчинении Черниговского полка. Ликвидирована указом Екатерины II в сентябре 1781 года, по которому её территория включена в январе 1782 в состав Черниговского наместничества.
Сотенный центр находился в селе Белоус, ныне — село Старый Белоус, а в XVIII веке были переведены в село Евтухов, ныне — село Новый Белоус. Военное, административное и судебное управление в сотнях осуществляли в подавляющем большинстве выборные сотники, подлежащих утверждению гетманом. Начиная с 1767 года, сотников начал назначать Президент Малороссийской коллегии по представлению полковой совета.

## Сотники
- Болдаковский Василий (1663—1669)
- Толстолес Павел (1669—1681)
- Ярошевицький Иван Федорович (1689)
- Толстолес Андрей Романович (1694)
- Затыркевич Юрий (1659)
- Стефанович Клим (1696—1699)
- Стахович Андрей (1699)
- Красовский Михаил (1700)
- Стефанович Клим (1710)
- Стахович Андрей (1714)
- Красовский Михаил (1722)
- Олифер (сотник Черниговского полка) (1725)
- Богун Кирилл (1723)
- Толстолес Иван (1725)
- Корсун Василий (1728—1729)
- Маленский Демьян (1740—1749)
- Дубовик Григорий (1753—1759)
- Дзвонкевич Георгий Васильевич (1759—1767)
- Красовской Василий Дмитриевич (1773—1782)